# GIOVE
GIOVE, acroniem van Galileo In Orbit Validation Element, is een satelliet voor het testen van communicatietechnologie voor het Galileo navigatiesysteem.

## Giove-A
Op 28 december 2005 is de 28 miljoen euro kostende en 600 kilogram wegende satelliet met een Sojoez raket vanuit Kazachstan gelanceerd. De atoomklokken zijn succesvol getest en de internationaal afgesproken frequentiebanden voor het Europese navigatiesysteem zijn door middel van een navigatiesignaal in gebruik genomen. Giove-A werd door Surrey Satellite Technology in minder dan drie jaar ontwikkeld en gebouwd. Giove-A is bij ESTEC getest en is de eerste Europese satelliet op een middelhoge baan om de aarde.

### Ontvangers
Het Belgische bedrijf Septentrio Satellite Navigation leverde drie ontvangers. Met deze ontvangers kon men de signalen die de satelliet vanuit zijn baan om de aarde uitzendt, kalibreren en valideren, in het bijzonder op 12 januari 2006, de historische dag waarop Galileo voor het eerst signalen uitzond vanuit de ruimte.

### Encryptie gekraakt
De encryptie van de navigatiesignalen die Giove-A uitzendt, is een half jaar na de lancering van de satelliet gekraakt. Medewerkers van het GPS-laboratorium van de Cornell universiteit hebben succesvol de pseudo random number (PRN)-codes ontcijferd. De PRN-codes zijn noodzakelijk voor het gebruik van het navigatiesysteem. Met het kraken van de codes wordt de deur opengezet voor bedrijven die zonder te betalen, gebruik willen maken van het signaal.

## Giove-B
Giove-B, de tweede Galileo testsatelliet, is op 27 april 2008 om 04:16 Baikonur tijd (22:16 Zaterdag, GMT tijd) met een Sojoez raket vanuit Baikonur, Kazachstan, gelanceerd.